# Wikipedia în aromână
Wikipedia în aromână (în aromână: Wikipedia pri Armâneaști) este versiunea în limba aromână a Wikipediei, și se află în prezent pe locul 244 în topul Wikipediilor, după numărul de articole.  În prezent are aproximativ 1.200 de articole.